# Arapovac (Serbia)
Arapovac (cyr. Араповац) – wieś w Serbii, w mieście Belgrad, w gminie miejskiej Lazarevac. W 2011 roku liczyła 644 mieszkańców.